# Xã Jackson, Quận Madison, Iowa
Xã Jackson (tiếng Anh: Jackson Township) là một xã thuộc quận Madison, tiểu bang Iowa, Hoa Kỳ. Năm 2010, dân số của xã này là 262 người.